# Ходотов Юрій Миколайович
Ю́рій Микола́йович Ходо́тов (рос. Виталий Николаевич Ходотов; 20 січня 1914, Санкт-Петербург, Російська імперія — 22 червня 1990, Москва, РРФСР) — російський футболіст, воротар, згодом — тренер.

## Життєпис
Народився в сім'ї відомого актора Миколи Ходотова. До 1932 року жив у Берліні з сім'єю, де з 1927 (за іншими даними з 1928) грав на позиції воротаря в шкільній команді. Після повернення на батьківщину грав за команди Металевого заводу Ленінграда. З 1933 по 1937 рік навчався в ГЦОЛІФК у Москві, де виступав за збірну вишу.